# Học viện Phòng thủ Không gian Zhukov (Tver)
Học viện Phòng thủ Không gian mang tên Nguyên soái Liên bang Xô viết G. K. Zhukov (tên tiếng Nga - Военная академия воздушно-космической обороны имени Маршала Советского Союза Г. К. Жукова) trường đại học quân sự tại thành phố Tver - Liên bang Nga. Học viện Phòng thủ Không gian Zhukov là một trong các cơ sở đào tạo sĩ quan chính trong lực lượng Phòng thủ không gian quân đội Nga.

## Lịch sử
Học viện Phòng thủ Không gian Zhukov được thành lập ngày 4/11/1956 theo chỉ thị của bộ trưởng bộ quốc phòng Liên Xô - Nguyên soái G. K. Zhukov với tên gọi ban đầu - Học viện sĩ quan Phòng không. Nhiệm vụ chính của học viện trong thời kỳ này là đào tạo sĩ quan chỉ huy cho lực lượng phòng không Liên Xô. Năm 1974, Học viện được đặt tên theo nguyên soái Zhukov.
Năm 1992 học viện bắt đầu đào tạo hệ kỹ sư, chuyên gia trong lĩnh vực phòng không - không quân. Năm 2004 học viện đổi tên thành Học viện Phòng thủ Không gian mang tên Nguyên soái G. K. Zhukov.

## Giám đốc qua các thời kỳ
- Trung tướng pháo binh P.G Shafranov 1956—1959
- Nguyên soái không quân P.F. Zhigarev 1959—1964
- Thượng tướng E.V. Korshunov 1964—1966
- Nguyên soái không quân G.V. Zimin 1966—1981
- Thượng tướng U.M. Boshyak 1981—1985
- Thượng tướng  A.I. Khyupenen  1985—1991
- Thượng tướng G.M. Reshetnikov 1991—1999
- Trung tướng không quân U.B. Torgovanov 1999—2004
- Trung tướng O.R. Balayan 2004—2009
- Trung tướng  Kh.B. Ukurov 2009 — 2011
- Thiếu tướng V.N. Ryzhonkov 2011—2013
- Thiếu tướng V.N. Lyaporov 2013— đến hiện tại.

## Tổ chức
Theo cấu trúc hiện nay, học viện bao gồm các hệ:
- hệ phòng thủ không gian
- hệ đào tạo chuyển cấp
- hệ đào tạo quốc tế
- hệ đào tạo cao học
- hệ công nghệ thông tin - điện toán.